# Fornever
Albums par Murs & 9th Wonder
Sweet Lord
(2008) The Final Adventure
(2012)
Albums par Murs
Murs for President
(2008) Murs and Terrace Martin are Melrose
(2011)
Albums par 9th Wonder
The Dream Merchant Vol. 2
(2008) 9th's Opus: It's a Wonderful World Music Group Vol. 1
(2010)
Fornever est le quatrième album collaboratif de Murs et 9th Wonder, sorti le 13 avril 2010.
L'album s'est classé 9e au Top Rap Albums, 9e au Top Independent Albums et 22e au Top R&B/Hip-Hop Albums.

## Liste des titres
| No  | Titre                                                   | Contient un (des) sample(s) de              | Durée |
| --- | ------------------------------------------------------- | ------------------------------------------- | ----- |
| 1.  | Fornever (featuring Kurupt)                             | Never Had a Love de Family Brown            | 3:38  |
| 2.  | The Lick (featuring VerBs)                              | Trust Me d'Aged In Harmony                  | 3:45  |
| 3.  | Asian Girl (featuring 9thmatic)                         | Joyful Grass and Grape de Dorothy Ashby     | 3:38  |
| 4.  | Let Me Talk (featuring Suga Free)                       | Love So Strong des Lovelites                | 4:22  |
| 5.  | Cigarettes and Liquor                                   | Funky Worm des Ohio Players                 | 4:16  |
| 6.  | Vikki Veil                                              | Paying the Price de Prince Phillip Mitchell | 3:32  |
| 7.  | I Used to Luv Her (Again)                               | I Must Be In Love de Black Nasty            | 6:17  |
| 8.  | The Problem Is... (featuring Sick Jacken & Uncle Chucc) |                                             | 3:38  |
| 9.  | West Coast Cinderella                                   |                                             | 3:52  |
| 10. | Live from Roscoe's (featuring Kurupt)                   | If I Can't Stop You de Johnny Bristol       | 5:04  |